# Impacto cultural de los Beatles
La irrupción de los Beatles en la escena de los años sesenta marcó un antes y un después en la historia del rock and roll y la música en general.
La banda de rock británica, formada por John Lennon, Paul McCartney, George Harrison y Ringo Starr, es comúnmente considerada como la banda más destacada e influyente en la historia de la música pop. Provocaron el fenómeno de la "Beatlemanía" en 1963, alcanzaron el estrellato internacional en 1964 y permanecieron en activo hasta su disolución en 1970. Durante la segunda mitad de la década, a menudo se les consideró como artífices de la evolución de la sociedad, así como parte importante de la identidad entre la juventud y la contracultura de la época.
Varios movimientos culturales de la década de 1960 contaron con la ayuda o la inspiración de los Beatles. En Reino Unido, su ascenso a la fama señaló los cambios impulsados por la juventud en la sociedad posguerra, con respecto a la movilidad social, la influencia comercial de los adolescentes y la informalidad. Encabezaron el cambio del dominio global del rock and roll de los artistas estadounidenses a los británicos (conocido en Estados Unidos como la Invasión británica), e inspiraron a muchos jóvenes a seguir carreras musicales. De 1964 a 1970, los Beatles fueron la banda con más ventas en Estados Unidos una de cada seis semanas y contaron con el álbum más vendido una de cada tres semanas. En 1965 se les condecoró con la Orden del Imperio Británico, la primera vez que se otorgaba tal honor a una banda de pop. Un año más tarde, Lennon comentó que el grupo era "más popular que Jesús ahora".
Los Beatles incorporaban elementos clásicos, formas pop tradicionales y técnicas de grabación no convencionales de maneras innovadoras, en especial con los álbumes Rubber Soul (1965), Revolver (1966) y Sgt. Pepper's Lonely Hearts Club Band (1967). Muchos de sus avances en producción, escritura y presentación artística se generalizaron. Otros cambios culturales perpetuados por el grupo incluyen la importancia del álbum a la forma de consumo de discos sobre los sencillos, un interés más amplio en las drogas psicodélicas y el interés en la espiritualidad oriental. También fueron pioneros con sus portadas de discos y videos musicales, así como con inovar en los estilos musicales como el jangle, folk rock, power pop, psicodelia, art pop, rock progresivo, heavy metal y en la música electrónica.
Durante la década de 1960, los Beatles fueron el grupo dominante en las listas de ventas. Rompieron numerosos récords de ventas y asistencia, muchos de los cuales mantienen o habían mantenido durante décadas, y ostentan un estatus de canonización sin precedentes entre los músicos populares. Sus canciones están entre las más grabadas por otros artistas de la historia, por ejemplo, "Yesterday"  tuvo 1600 covers en 1986. En 2009, eran el grupo más vendido de la historia, con unas ventas estimadas de más de 600 millones de discos en todo el mundo. Time incluyó a los Beatles en su lista de las 100 personas más importantes del siglo XX.

## Alcance
Los Beatles se formaron en Liverpool en 1960. Compuesto por John Lennon, Paul McCartney, George Harrison y Ringo Starr, alcanzaron el estrellato internacional en 1964 y permanecieron activos hasta su disolución en 1970 . A lo largo de su carrera, ampliaron las nociones colectivas sobre los límites del logro comercial y artístico.  Rolling Stone definió su "incalculable" influencia como "toda la cultura occidental". Los escritores afirman que la discografía del grupo sentó el precedente de "prácticamente todos los experimentos de rock".  Aunque desde entonces se han superado muchos de sus récords de ventas y asistencia, ningún grupo ha transformado tan radicalmente el sonido y la importancia del rock & roll." 
Muchas personas veían a los Beatles como orquestadores de la evolución de la sociedad durante la segunda mitad de la década de 1960. El musicólogo Allan F. Moore afirma que ha habido ocasiones en las que "el público gravitaba hacia un centro" de la cultura de la música pop, la más destacada de las cuales fue a principios y mediados de la década de 1960, un periodo en el que "parece que casi todo el mundo, independientemente de su edad, clase o bagaje cultural, escuchaba a los Beatles". El crítico musical Greil Marcus describió el impacto de los Beatles como la segunda "explosión del pop", tras la aparición de Elvis Presley en los años 50, y definió el término como "una explosión cultural irresistible que traspasa las líneas de clase y raza y, lo que es más crucial, divide a la propia sociedad por edades". Según el escritor y cineasta Hanif Kureishi, los Beatles son "el único grupo pop que se podría sacar de la historia y sugerir que culturalmente, sin ellos, las cosas habrían sido significativamente diferentes".
Los detractores del legado de los Beatles sostienen que el grupo está sobrevalorado y que a menudo se le atribuyen innovaciones que otros grupos fueron los primeros en lograr. El historiador de música Bill Martin atribuye estas ideas a la incapacidad de la cultura moderna para "entenderlos como una fuerza" y afirma que, aunque la música rock se ha definido desde sus inicios por la "síntesis y la transmutación", "lo original de los Beatles es que sintetizaron y transmutaron más o menos todo, lo hicieron de una forma que reflejaba su tiempo, reflejaban su tiempo de una forma que hablaba a gran parte de la humanidad, y lo hicieron todo muy, muy bien". Ian MacDonald afirma que la banda era una aguda observadora que descubrió las tendencias en su infancia y que era experta en reflejar los "cambios sociales y psicológicos" de la época. En su opinión, su conexión con la época era tal que los Beatles "hacían mucho más por liberar la mente" que Bob Dylan, por sus mayores ventas de discos y "porque trabajaban de formas más sencillas y esencialmente menos escépticas".

## Registros de ventas y asistencia
Durante toda la década de 1960, los Beatles fueron el grupo pop dominante en las listas de ventas. "She Loves You", el segundo sencillo número uno de la banda en la lista Record Retailer (posteriormente adoptada como UK Singles Chart),  se convirtió en el sencillo más vendido en la historia de las listas del Reino Unido, posición que mantuvo hasta 1978. Los dos primeros álbumes de la banda, Please Please Me y With the Beatles, encabezaron la lista de LPs de Record Retailer durante 51 semanas consecutivas. A partir de "From Me to You" en 1963, los Beatles tuvieron una racha de cuatro años de once sencillos consecutivos en las listas de Record Retailer, que terminó cuando el sencillo de doble cara "Strawberry Fields Forever" / "Penny Lane" alcanzó el número dos.
El 4 de abril de 1964, los Beatles ocuparon las cinco primeras posiciones de las listas estadounidenses con "Can't Buy Me Love", "Twist and Shout", "She Loves You", "I Want to Hold Your Hand" y "Please Please Me"-, así como otras 11 posiciones en el Billboard Hot 100. Durante nueve semanas consecutivas ocuparon los dos primeros puestos de la lista Billboard Top LPs (posteriormente Billboard 200) con versiones de sus dos primeros álbumes. Hasta 2018, eran el único grupo que había ocupado los cinco primeros puestos de la lista Billboard Hot 100. También rompieron otros 11 récords en las listas de sencillos y álbumes de Billboard de la época. Su dominio de las listas fue habitual en países de todo el mundo durante 1964. 
El 15 de agosto de 1965, los Beatles se convirtieron en el primer grupo en ofrecer un concierto en un estadio deportivo  cuando actuaron en el Shea Stadium de la ciudad de Nueva York ante una audiencia de 55.600 personas.  El evento estableció récords de asistencia y generación de ingresos, con una recaudación de 304.000 dólares (equivalente a 2.94 millones de dólares en 2023).  El récord de la banda de seis números uno consecutivos en el Billboard Hot 100 desde enero de 1965 hasta enero de 1966, con las canciones "I Feel Fine", "Eight Days a Week", "Ticket to Ride", "Help!", "Yesterday" y "We Can Work It Out" permanecieron invictos hasta que Whitney Houston logró el séptimo lugar en 1988. 

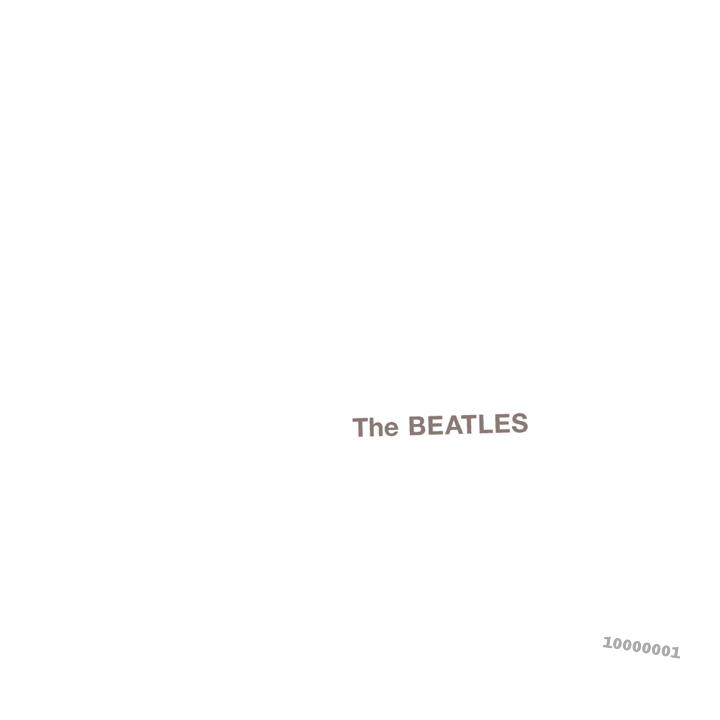
Portada de The Beatles (conocido popularmente como el "Álbum Blanco"). A pesar de su conflictiva grabación, el disco doble fue reconocido por Guinness World Records como el álbum más rápidamente vendido de todos los tiempos.

Sgt. Pepper's Lonely Hearts Club Band (1967) fue el álbum más vendido de la década de 1960 en el Reino Unido, y en cuatro ocasiones tuvieron el álbum más vendido del año. A inicios de la década de 2020, con ventas certificadas de 5,1 millones de copias en el Reino Unido, el Sgt. Pepper es el tercer álbum más vendido de todos los tiempos y el álbum de estudio más vendido. Con el disco doble de 1968 The Beatles (también conocido como "White Album" o el "Álbum Blanco"), Capitol Records informó pedidos anticipados de 2 millones en los Estados Unidos, y muchas tiendas vendieron todas las copias en un día. 

## Irrupción y papel en el resurgimiento cultural de Gran Bretaña

### Merseybeat y el rock and roll británico
A medida que los Beatles ganaban popularidad en 1963, los términos "mersey sound" y "merseybeat" se aplicaron a bandas y cantantes de Liverpool, ya que el río Mersey atraviesa Liverpool. La ciudad tenía las ventajas culturales de ser el principal puerto transatlántico del Reino Unido y tener una población étnicamente diversa. Los músicos locales pudieron acceder a discos de músicos estadounidenses a través de los yanquis de Cunard que trabajaban en las rutas marítimas. 
Como muchas bandas de Liverpool, los Beatles formaron su sonido a partir del skiffle y una combinación de influencias estadounidenses, especialmente del Rhythm and Blues y de los grupos de chicas,  y perfeccionaron su actuación en vivo a lo largo de temporadas actuando en el barrio rojo de Hamburgo, en Alemania Occidental.   Bajo la presión de lugares de Liverpool como el Cavern, su representante, Brian Epstein, convenció a los Beatles para que cambiaran su estilo de chaquetas y pantalones de cuero negro por trajes de escenario más presentables.  El surgimiento del grupo como líderes de la escena beat de Liverpool representó un alejamiento de la tradición de la industria musical del Reino Unido centrada en Londres. 
Lanzado en octubre de 1962, "Love Me Do", el sencillo debut de la banda como artistas discográficos de EMI, y ya con Ringo en la banda, contrastaba con el estilo pulido de los éxitos contemporáneos del Reino Unido.   Según el autor Peter Doggett, "Please Please Me", representó "el verdadero nacimiento de lo nuevo" ya que, con la ayuda de la apasionada voz de Lennon, la canción era "más movida que cualquier disco pop británico anterior".  Como músicos y compositores, los Beatles establecieron la autenticidad de la clase trabajadora como aspectos del rock and roll británico. 
A partir de 1963, según el historiador de la música David Simonelli, los Beatles iniciaron la "edad de oro" del rock and roll británico. Su éxito inicial abrió el camino para que muchos otros grupos de Liverpool alcanzaran el éxito nacional  y animó a las cuatro principales compañías discográficas del país, con sede en Londres, a buscar talentos en otras zonas del norte de Inglaterra.  Como resultado, los Beatles y otros grupos británicos dominaron las listas en 1963 a expensas de los artistas estadounidenses. 
El surgimiento de los Beatles coincidió con el declive del conservadurismo británico.  En la descripción del autor y músico Bob Stanley, su avance interno representó "una liberación final para los adolescentes británicos" y, al coincidir con el fin del Servicio Nacional, el grupo "señaló efectivamente el fin de la Segunda Guerra Mundial en Gran Bretaña".  Para sociólogos, la banda representaba nuevos desarrollos en la Gran Bretaña de la posguerra, como la movilidad social, la influencia comercial de los adolescentes y la informalidad en la sociedad.  En su libro Generation X de 1965, Charles Hamblett y Jane Deverson dijeron que los Beatles habían proporcionado a la cultura juvenil británica una influencia unificadora y liberadora que se apartaba del modelo habitual de inspiración estadounidense. 
El atractivo de la banda llegó a los miembros de la familia real cuando tocaron en el Royal Variety Performance el 4 de noviembre de 1963.  El programa fue visto por una audiencia de 26 millones de personas, alrededor de la mitad de la población del Reino Unido.  Resistente a tocar en un evento tan formal, Lennon le dijo a Epstein que planeaba sabotear la ocasión.  En cambio, cautivó al público del teatro con su comentario final: "Para nuestro último número, me gustaría pedirles su ayuda. Las personas de los asientos más baratos, aplaudan. Y el resto de ustedes, solo sacudan sus joyas."

## Beatlemanía

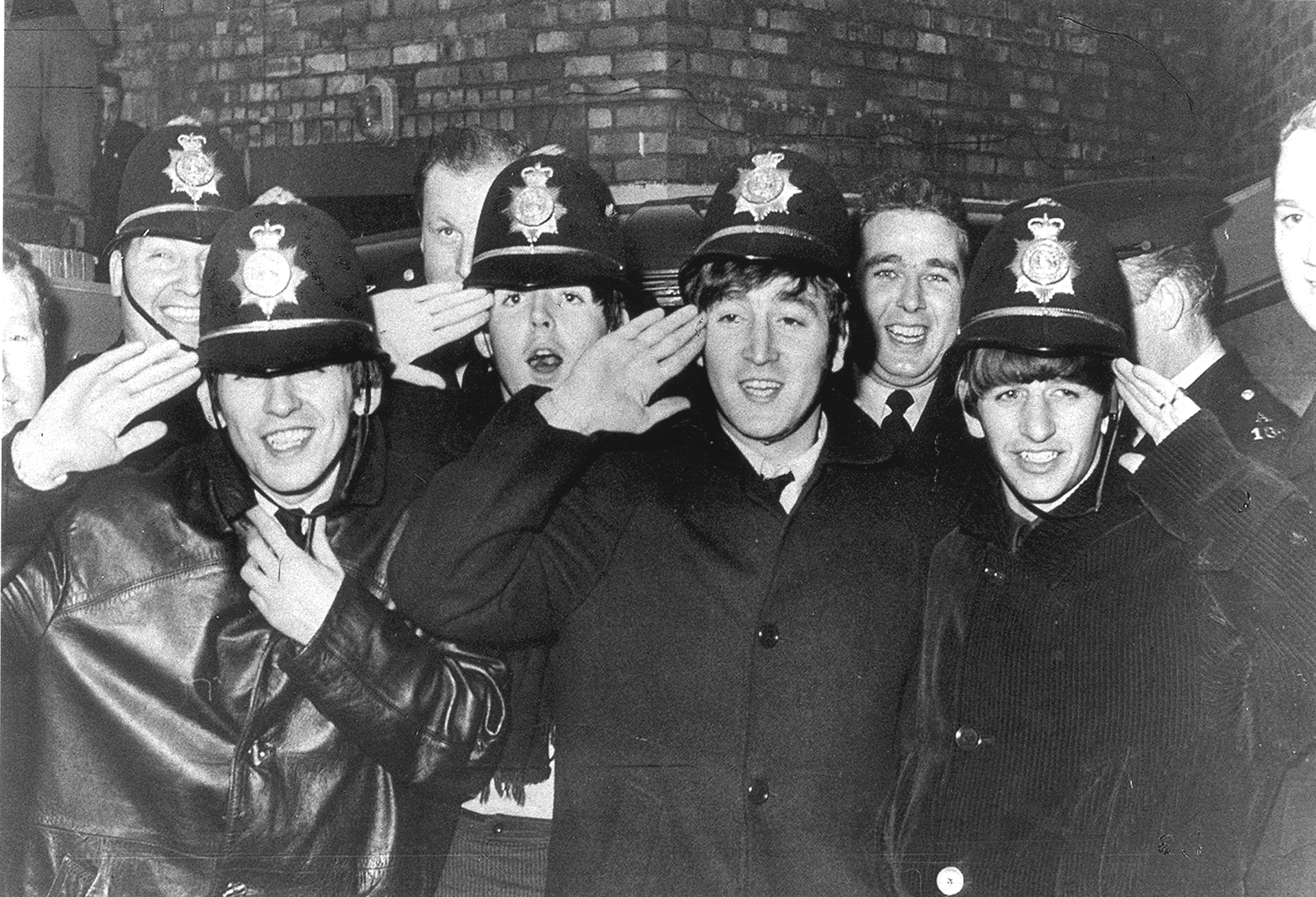
Los Beatles afuera del Hipódromo de Birmingham, noviembre de 1963. Debido a que la multitud era tan densa, tuvieron que ser introducidos de contrabando en el lugar con la ayuda de la policía local.

A finales de 1963, la prensa británica acuñó el término "Beatlemanía" para describir el fenomenal y cada vez más histérico interés por los Beatles. La palabra se utilizó ampliamente por primera vez tras la actuación del grupo el 13 de octubre en el Sunday Night del London Palladium; en medio de informes de salvajes escenas multitudinarias fuera del local, y después de que 15 millones de espectadores vieran la emisión, se dijo que Gran Bretaña estaba "en las garras de la Beatlemanía". El estribillo "yeah, yeah, yeah!" de "She Loves You" fue un gancho característico para el público europeo. Sus "¡ooh!" en falsete provocaban el delirio de los fanes cuando McCartney y Harrison agitaban exageradamente su cabello. Una vez que se convirtió en un fenómeno internacional en 1964, la Beatlemanía superó en intensidad y alcance a todos los ejemplos anteriores de adoración de los fanes, incluidos los de Presley y Frank Sinatra.
Las muestras de manía se repetían dondequiera que tocara la banda.  Cuando el grupo realizó una gira por Australia en junio de 1964, la población consideró la visita un acontecimiento nacional.  Una multitud de 300.000 personas (la mayor reunión registrada de australianos en un solo lugar) dio la bienvenida a los Beatles en Adelaida.  Sid Bernstein, el promotor estadounidense que organizó los conciertos de la banda en el Shea Stadium, dijo que sólo Adolf Hitler había tenido tal poder sobre las masas.  Bernstein estaba seguro de que el grupo "podría influir en una elección presidencial si quisiera".  Alrededor de 4000 fanes se reunieron frente al Palacio de Buckingham en el centro de Londres cuando los Beatles recibieron su MBE de manos de la Reina.  Mientras la multitud coreaba "Dios salve a los Beatles", algunos fanáticos se empujaron con los agentes de policía y escalaron las puertas del palacio. 
Los Beatles se abrumaron de los aspectos de la gira, incluidos los fanes que se ofrecían sexualmente a la banda y los gritos agudos que hacían que sus actuaciones fueran inaudibles, continuándola a baja escala después de que la banda se retirara de las giras.  En su libro Encyclopedia of Classic Rock, David Luhrssen y Michael Larson escriben que si bien las bandas de chicos como One Direction han seguido atrayendo audiencias de chicas gritando, ningún acto ha "impulsado la cultura pop ni alcanzado la amplitud y profundidad del fandom de los Beatles". 

## Avance estadounidense e Invasión Británica
La mayoría de los estadounidenses conocieron la música de los Beatles con el sencillo "I Want to Hold Your Hand" junto a  "I Saw Her Standing There", que alcanzó la cima de las listas estadounidenses el 1 de febrero de 1964.  Ambas canciones presentaban un sonido de guitarra más duro que se destacó como un resurgimiento del espíritu "rebelde" ausente en los nuevos actos de rock and roll y como un rechazo a la variedad habitual de canciones novedosas, ídolos adolescentes, cantantes folk y grupos de chicas que ocupaban las listas estadounidenses en las semanas y meses anteriores. 
El 9 de febrero, los Beatles dieron su primera presentación en vivo en la televisión estadounidense en The Ed Sullivan Show, vista por aproximadamente 73 millones de espectadores en más de 23 millones de hogares,  o el 34 por ciento de la población estadounidense.  El servicio de rating Nielsen informó que se trata del mayor número de audiencia jamás registrado para un programa de televisión estadounidense.  El periodista musical Neil McCormick, en 2015, describió el debut de los Beatles en el programa como el "momento del big bang " de la música pop.  Su segunda aparición en The Ed Sullivan Show, el 16 de febrero, fue vista por alrededor de 70 personas. millones de espectadores. 
Durante décadas, Estados Unidos había dominado la cultura del entretenimiento popular en gran parte del mundo, a través de las películas de Hollywood, el jazz y la música de Broadway.  A principios de 1964, la revista Life declaró: "En [1776] Inglaterra perdió sus colonias americanas. La semana pasada los Beatles las recuperaron".  Al recordar la repentina popularidad de los Beatles, Brian Wilson, de los Beach Boys, consideró que los Beatles habían "eclipsado... todo el mundo de la música".  Bob Dylan recordó que, en abril de 1964, "se estaba trazando una línea definida. Esto era algo que nunca antes había sucedido"... Sabía que estaban señalando la dirección hacia donde tenía que ir la música." 

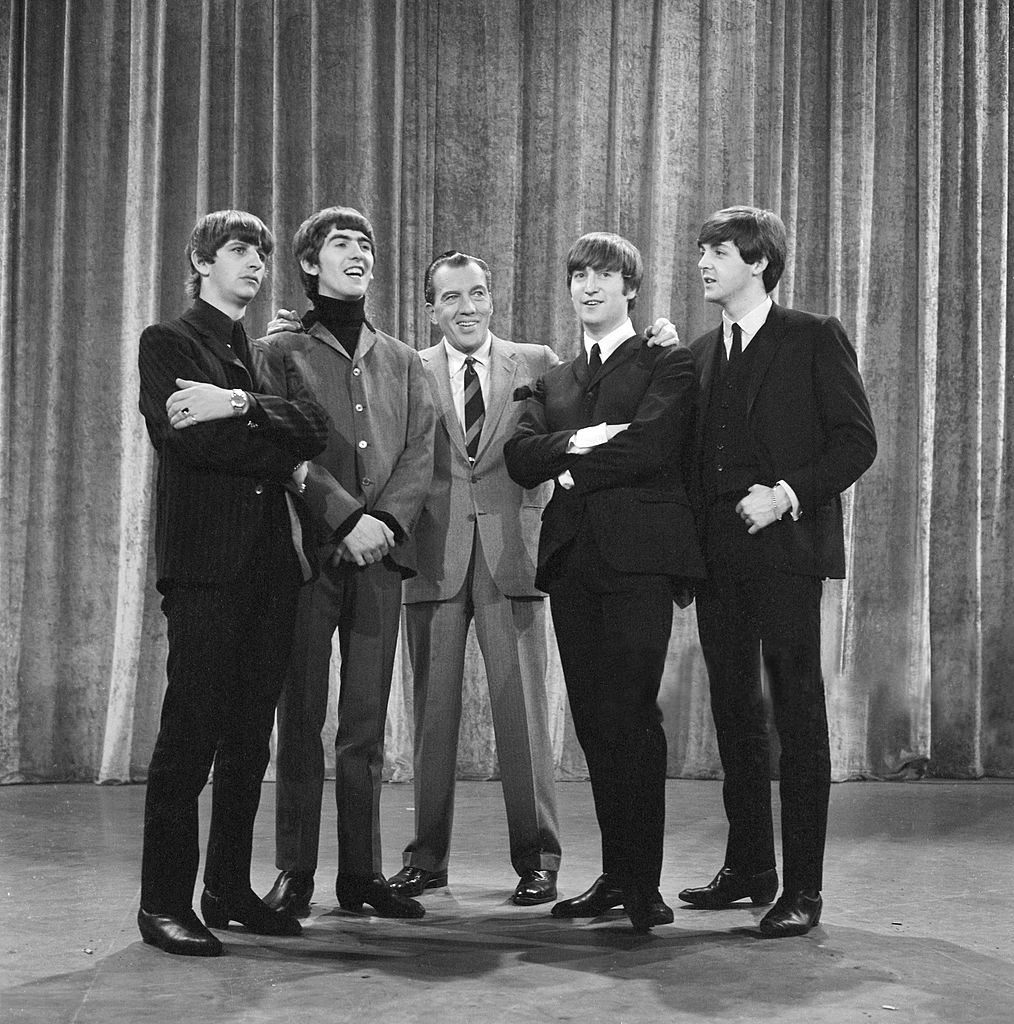
Los Beatles con Ed Sullivan, febrero de 1964

El éxito de los Beatles en Estados Unidos estableció la popularidad de los grupos británicos y afectó el estilo musical de las bandas estadounidenses.  Sin embargo, al hacerlo, los Beatles sin darse cuenta provocaron una fuerte disminución en las ventas de los artistas negros y el declive de muchos de los grupos de chicas que ellos admiraban.  A mediados de 1964, varios grupos más del Reino Unido llegaron a los Estados Unidos, incluidos Dave Clark Five, los Rolling Stones, Billy J. Kramer y Gerry & the Pacemakers .  Confirmando la invasión británica del mercado pop estadounidense, un tercio de los diez primeros éxitos allí en 1964 fueron interpretados por artistas británicos.  La profundidad del impacto de los Beatles en Estados Unidos también se reflejó en una ola de adaptaciones fáciles de escuchar de sus canciones, dirigidas al mercado adulto. 
El alcance del impacto de los Beatles en la música estadounidense fue cuestionado en un estudio de 2015 realizado por la Universidad Queen Mary de Londres y el Imperial College de Londres. Al analizar los cambios en las progresiones de acordes, ritmos, letras y voces, el estudio indicó que la música estadounidense se estaba alejando de sonidos suaves como el doo-wop hacia estilos de rock más enérgicos desde principios de la década de 1960. El estudio dijo que "no hicieron ni provocaron una revolución, se unieron a una. La tendencia ya está surgiendo y se subieron a esa ola, lo que explica su increíble éxito". El historiador de los Beatles , Mark Lewisohn, dijo en respuesta: "cualquiera que fuera un joven en los Estados Unidos... les dirá que los Beatles revolucionaron todo." McCormick descartó el estudio por  "sensacionalista". 

## Personalidad y moda

### Actitud
En la descripción de los editores de Rolling Stone, los Beatles "definieron y encarnaron el estilo de los años sesenta: inteligente, idealista, juguetón, irreverente, ecléctico".  Ayudaron a popularizar los acentos del norte de Inglaterra en la radio y la televisión británicas, revirtiendo la preferencia por el inglés de la BBC, y su humor e irreverencia se combinaron para burlarse de las convenciones sociales.  El escritor Sean O'Hagan recordó en 2016: "Todo sobre ellos – la ropa que vestían, la forma en que hablaban, las canciones que creaban con una facilidad que parecía casi alquímica – sugirió nuevas formas de ser. Más que cualquiera de sus contemporáneos, desafiaron las desgastadas convenciones que definían la Gran Bretaña clasista e insular de principios de los años 60."
Lou Christie recordó que la aparición de los Beatles subrayó la seriedad de la escena musical estadounidense y dijo: "Éramos, en muchos aspectos, sólo estos chicos blancos tontos. No se nos permitía que nos vieran con un cigarrillo en la mano... [Los Beatles] eran más agresivos, divertidos y elocuentes. En el momento en que llegaron a Estados Unidos, literalmente pusieron fin a todo lo que estaba sucediendo anteriormente".

### Cabello y vestimenta

Los Beatles con su característico "moptop" en 1964

La aparición de los Beatles coincidió con una nueva impresión del concepto de belleza masculina y su elevación en importancia al lado del atractivo femenino. Algunos periódicos británicos apodaron a los Beatles "moptops" en referencia a su corte de pelo, un peinado a media melena del que se burlaban mucho los adultos, inusualmente largo para la época y que se convirtió en un emblema de rebeldía para la floreciente cultura juvenil.
En su libro de 1986 Re-making Love: The Feminization of Sex, las autoras Barbara Ehrenreich, Elizabeth Hess y Gloria Jacobs dijeron que los cortes de pelo de los Beatles indicaban androginia y, por lo tanto, presentaban una versión menos amenazante de la sexualidad masculina para las adolescentes... El historiador ruso Mikhail Safonov escribió que en la Unión Soviética de la era Brezhnev, imitar el peinado de los Beatles se consideraba muy rebelde. Los mayores llamaban a los jóvenes "peludos", los arrestaban y los obligaban a cortarse el pelo. Como resultado de la nueva tendencia, el estilo tradicional masculino estadounidense de cabello peinado hacia atrás fue reemplazado por una preferencia por el cabello largo. 

### Imagen y caricaturas
En 1964, los Beatles protagonizaron la película A Hard Day's Night como versiones ficticias de ellos mismos, lo que creó una impresión de sus personajes individuales. Lennon se hizo conocido como "el inteligente", McCartney "el lindo", Harrison "el tranquilo" y Starr "el afortunado".  La personalidad de Starr como el baterista autocrítico de la banda resultó popular entre los fanes y la prensa de Estados Unidos.  En 1964, cuando la cobertura de los Beatles coincidía con la de la carrera presidencial Johnson-Goldwater, Starr fue objeto de pegatinas en los parachoques que tenían escrito "Ringo para presidente".  
Sus caracterizaciones de Hard Day's Night fueron adoptadas para la serie de dibujos animados The Beatles,  que fue realizada por King Features  y transmitida semanalmente por ABC en los Estados Unidos desde septiembre de 1965 hasta abril de 1969.  Fue la primera serie de televisión animada que mostraba personas vivas. En ella presentaban a los Beatles (con la voz de actores) viviendo aventuras mientras viajaban por el mundo.  La serie tuvo un gran éxito. 
Hacia finales de 1966, cuando la madurez artística de los Beatles había dejado a muchos oyentes jóvenes extrañando su imagen inocente y "limpiada", los Monkees fueron reunidos por un par de ejecutivos de televisión de Hollywood como una banda de cuatro integrantes basados en el molde de los Beatles.   Un éxito comercial inmediato, el programa de televisión homónimo de los Monkees imitaba las personalidades de los Beatles de las películas de Dick Lester A Hard Day's Night y Help! , con los personajes de los Monkees individuales desarrollados para reflejar los de los Beatles.  En opinión de Marwick, la creación de los Monkees representó "el signo más notable de influencia británica directa" en la cultura pop estadounidense durante la década de 1960.  En ese momento, los Beatles se dejaron crecer bigotes, una apariencia que desafiaba las convenciones pop al implicar madurez y arte sobre juventud. 
Los productores de la película animada de Disney de 1967 El libro de la selva esperaban incluir a los Beatles en una escena en la que aparecían cuatro buitres con peinados a lo "moptop". Después de que la banda se negó a participar, la escena fue doblada por actores que adoptaron acentos de Liverpool.

### Mercancías
Junto con el papel tapiz y las joyas con temas de los Beatles, las "pelucas de los Beatles" eran populares y estaban disponibles en las tiendas del Reino Unido desde 1963.  En Estados Unidos, su mercancía era extensa y se comercializaba a través de Seltaeb, una filial local de una empresa propiedad de NEMS Enterprises de Epstein.  Entre los que Schaffner estimó que eran "varios cientos" de artículos autorizados por Seltaeb se encontraban juguetes, ropa, artículos de papelería, despertadores, fundas de almohada, productos de baño, comida chatarra y loncheras, mientras que las pelucas de los Beatles "se convirtieron en la novedad más vendida desde la aparición del yo-yo ". ".  Sólo el chicle de la marca Beatles generó millones de dólares en Estados Unidos. 
Según Doggett, si bien la imagen de Presley había sido explotada de manera similar, "la avalancha de artefactos efímeros dirigidos a los fanáticos de los Beatles entre 1963 y 1969 eclipsó todas las campañas anteriores".  La explotación comercial se extendió a discos novedosos como The Chipmunks Sing the Beatles Hits y una primera versión de un disco de karaoke de los Beatles.  Una importante campaña de merchandising acompañó el lanzamiento de la película animada Yellow Submarine de 1968 de la banda, que contenía productos que capturaban su aspecto psicodélico. 

## Crecimiento de músicos, escenas y bandas derock
Según Gould, los Beatles sirvieron como el "arquetipo" de una banda de rock, en contraste con los grupos vocales y de armonía con los que los oyentes estaban más familiarizados en 1964.  En Estados Unidos, miles de bandas intentaron imitar a los Beatles, y algunas adoptaron nombres que sonaban en inglés para sacar provecho de la invasión británica.  Si bien el país ya tenía una vibrante escena de garage rock,  el movimiento surgió después de la primera aparición de los Beatles en The Ed Sullivan Show .  
Tom Petty, que se unió a los Sundowners en Gainesville, Florida después de ver el debut televisivo de los Beatles en Estados Unidos,  recordó: "A las pocas semanas de eso, podías conducir literalmente por cualquier vecindario de Gainesville y escucharías los acordes de las bandas de garage jugando... Y yo diría que un año después de ese momento, Gainesville probablemente tenía 50 bandas". The Byrds y Creedence Clearwater Revival se encuentran entre los grupos estadounidenses que se dice que se formaron como resultado del espectáculo.  Para acompañar este fenómeno, los músicos normalmente abandonaron su estilo de corte al rape y se dejaron crecer el cabello.  Joe Walsh, Nancy Wilson y Billy Joel también atribuyeron al programa el impulso que les impulsó a seguir carreras musicales.
La proliferación de nuevos grupos fue evidente en muchos otros países.  En España, Los Estudiantes y Los Brincos se inspiraron en los Beatles, al igual que la banda uruguaya Los Shakers,  Después de los conciertos de los Beatles allí en la gira mundial de 1964, surgieron nuevas bandas en todo el mundo, mientras que algunas existentes, como los Bee Gees, cambiaron instantáneamente su estilo para adaptarse al de los Beatles. 
El Daily Express informó en 1965 que una banda conocida como Candid Lads había comenzado en la Unión Soviética, con un sonido y una apariencia idénticos a los de los Beatles.  Las bandas allí se vieron obligadas a tocar en secreto debido a la prohibición de la música rock por parte de las autoridades comunistas, y los discos de los Beatles tuvieron que ser introducidos de contrabando en el país, aunque contrariamente a la idea popular, no era imposible escuchar su música. El músico ruso Sasha Lipnitsky recordó más tarde: "Los Beatles nos trajeron la idea de la democracia... Para muchos de nosotros, fue el primer agujero en la Cortina de Hierro ."  En Japón, los Beatles influyeron en lo que se denominó la era de los "Sonidos Grupales", antes de la cual las bandas japonesas eran principalmente imitaciones de artistas como Presley y Pat Boone

## Arte y reconocimiento de la música popular

### Composición de canciones

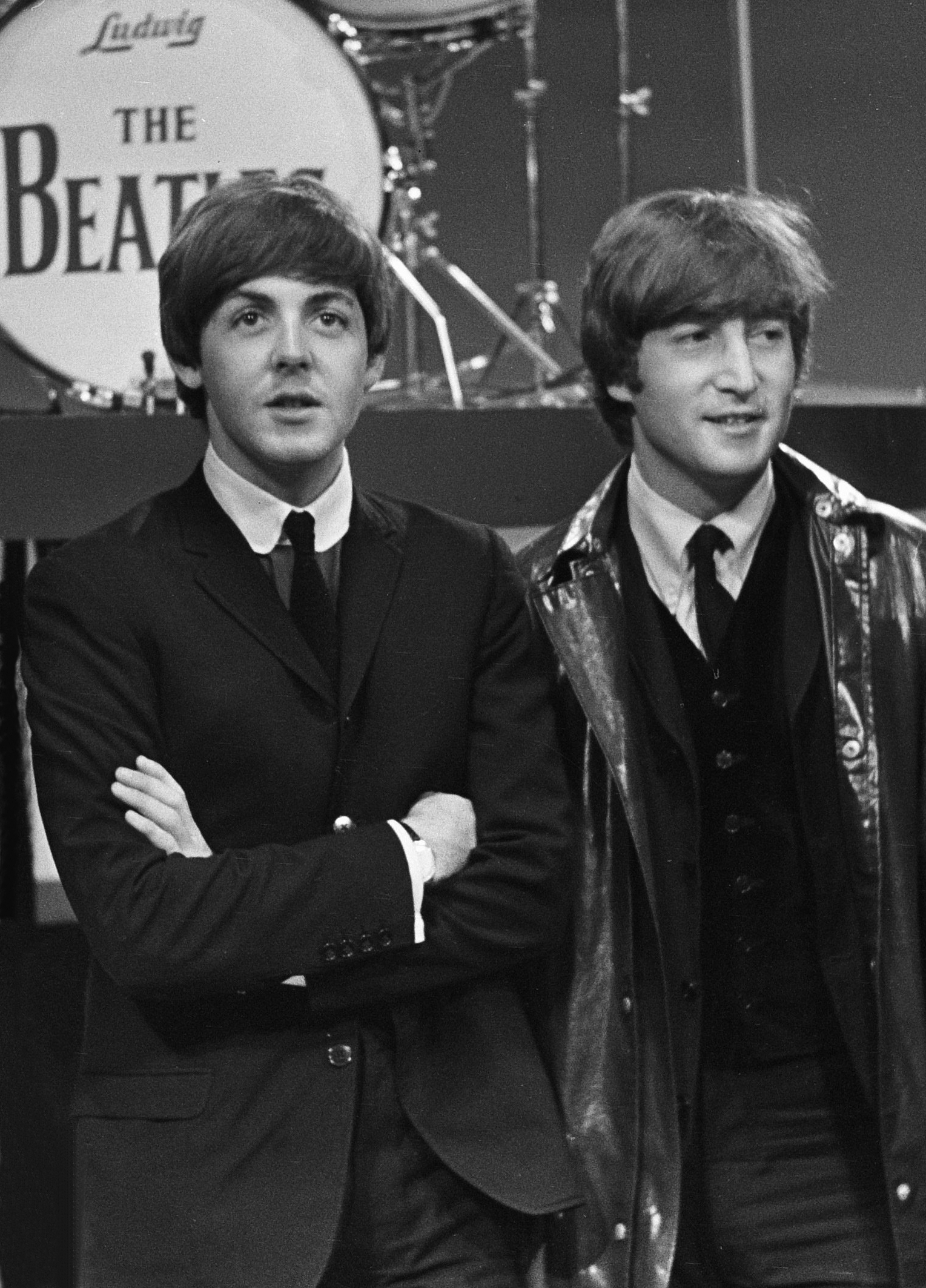
Paul McCartney y John Lennon, los principales compositores de los Beatles

De 1963 a 1967, los Beatles rompieron cada vez más con las convenciones establecidas del rock y el pop.  A su sofisticación como compositores se sumó la aplicación de mezclas modales, paletas de acordes más amplias y formas extendidas. Una de las características distintivas del período experimental de los Beatles es el uso del acorde subtónico aplanado ( ♭ VII). Aunque ya era un elemento básico del rock 'n' roll, los Beatles desarrollaron y popularizaron aún más la función del acorde en la música popular. Otra son sus subversiones de la forma AABA estándar del pop. 
"A Hard Day's Night", escrita principalmente por Lennon, comienza con un acorde resonante comúnmente identificado como G7sus4. Los detalles específicos de su construcción armónica son a menudo examinados y muchos escritores ofrecen diferentes interpretaciones del acorde.  En 2001, Rolling Stone se refirió al acorde "Hard Day's Night" como el más famoso de la historia del rock. 
Principalmente a través de la escritura melódica de McCartney, los Beatles crearon muchas canciones que se convirtieron en las más grabadas de todos los tiempos, incluidas "And I Love Her", "Yesterday", "Michelle", "Eleanor Rigby", "Here, There and Everywhere", "The Fool on the Hill", "Hey Jude", "Blackbird", "Let It Be" y "The Long and Winding Road".  Según Doggett, estas canciones escritas principalmente por McCartney proporcionaron relevancia contemporánea para "orquestas ligeras y cantantes" en la categoría de fácil escucha y persuadieron a los adultos de que los gustos musicales de la nueva generación tenían mérito. La composición de Harrison amplió aún más el alcance de los Beatles,  aunque su nivel de contribución permaneció limitado por el dominio de Lennon y McCartney a lo largo de la carrera de la banda.  Su canción "Something" también fue ampliamente versionada y obtuvo elogios de Sinatra, quien la describió como "la mejor canción de amor de los últimos cincuenta años", aunque dijo erróneamente que fue compuesta por Lennon y McCartney. 

### Competencia
En agosto de 1964, en el Hotel Delmonico de la ciudad de Nueva York, los Beatles conocieron a Dylan en persona y conocieron el cannabis . Muchos comentaristas se han referido a esta reunión como un punto de inflexión cultural. Gould explica que, antes de eso, las bases de fanes de los músicos eran "percibidas como habitando dos mundos subculturales separados": la audiencia de Dylan de "chicos universitarios con inclinaciones artísticas o intelectuales, un idealismo político y social, y un estilo ligeramente bohemio" contrastaba con sus fanes, niños de secundaria o primaria cuyas vidas estaban totalmente envueltas en la cultura popular comercializada de la televisión, la radio, los discos pop, las revistas de fanes y la moda adolescente".  Escribe que un año después del primer encuentro de los Beatles con Dylan, "las distinciones entre las audiencias de folk y rock casi se habrían evaporado".
En julio de 1966, Dylan sufrió un accidente de motocicleta y pasó un período de convalecencia, y principalmente para McCartney, Brian Wilson de los Beach Boys ocupó posteriormente su lugar como el principal rival artístico de los Beatles. Las dos bandas se inspiraron y se esforzaron por superarse mutuamente con su arte y técnicas de grabación,   pero los Beach Boys no lograron mantener el impulso de su carrera después de 1967. 

## Movimientos sociales

### Conciencia generacional
A partir de 1963, los Beatles brindaron una de las primeras oportunidades para que las adolescentes exhibieran poder adquisitivo y expresaran públicamente su deseo sexual, mientras que la imagen del grupo sugería un desprecio por las opiniones de los adultos y las ideas morales de los padres.  Simonelli escribe sobre el surgimiento de los Beatles y su impacto en la juventud de los años 1960: "Los jóvenes británicos experimentaron con la música, el arte, la política, la moralidad sexual, la moda y cosas similares, y el resto del mundo occidental observó, absorbió los cambios y contribuyó a la proceso."  El impacto sociocultural de la banda en los Estados Unidos comenzó con su visita en febrero de 1964, que sirvió como un momento clave en el desarrollo de la conciencia generacional. Ese mismo mes, el sociólogo estadounidense David Riesman dijo que el éxito de los Beatles era "una forma de protesta contra el mundo adulto";  Más tarde, en 1964, The New York Times Magazine describió la Beatlemanía como una "religión de la cultura adolescente" que era indicativa de cómo los jóvenes estadounidenses ahora buscaban en su propio grupo de edad valores sociales y modelos a seguir. 
Posteriormente, la popularidad del grupo creció hasta convertirse en lo que se consideró una encarnación de los movimientos socioculturales de la década,  y su maduración artística reflejó los desarrollos sociales de la época.  Se los consideraba ampliamente líderes de la cultura juvenil y la prensa dominante se hizo eco de ese sentimiento.  Sus canciones de 1966 "Paperback Writer", " Rain ", "Taxman" y "Eleanor Rigby" proporcionaron comentarios sociales,  con la letra de "Rain" haciendo explícita la delimitación entre los socialmente conscientes y los que no lo eran.  Por el contrario, el sgtrgento. Pepper logró un atractivo intergeneracional;  en "She's Leaving Home", McCartney y Lennon cantaron sobre una adolescente fugitiva de la vida real, pero dieron una perspectiva inusualmente comprensiva sobre el sentimiento de pérdida de los padres. 
Según Stark, la unidad social transmitida por los Beatles desde el inicio de su carrera inspiró el marco del pensamiento colectivista que distinguió la década de 1960 y el surgimiento del movimiento contracultural .  Él ve su sentido del humor inglés como un rasgo definitorio de la contracultura y una inspiración para los activistas yippies Abbie Hoffman y Jerry Rubin .  Gould escribe de manera similar que, desde la llegada de la banda a Estados Unidos, los adolescentes eran conscientes de la "dimensión social" implícita en la camaradería del grupo, la combinación de ropa y cabello y la forma de tocar en conjunto.  En opinión de Gould, como íconos de la contracultura de la década de 1960, la banda se convirtió en un catalizador del bohemio y el activismo en diversos ámbitos sociales y políticos, impulsando movimientos como la liberación de la mujer, la liberación gay y el ambientalismo .  
Según el documentalista Leslie Woodhead, ex espía de la Guerra Fría, la música de los Beatles ayudó a persuadir a los jóvenes rusos a desafiar la ideología comunista y comenzar el proceso que condujo a la caída del comunismo en toda Europa del Este. Dijo que el alcance de la influencia de la banda se hizo evidente en la década de 1990 cuando músicos de rock locales le dijeron que "los Beatles no sólo fueron colosales desde el Muro de Berlín hasta Vladivostok, sino que habían desempeñado un papel realmente significativo para ayudar a eliminar el totalitarismo". ... Liberaron cierta energía espiritual de modo que dos generaciones de niños soviéticos simplemente renunciaron a construir el socialismo y comenzaron a darse cuenta de que el enemigo de la Guerra Fría, en lugar de ser una amenaza, hacía música maravillosa". Muchos jóvenes rusos aprendieron hablar inglés a través de las letras de los Beatles, y las canciones de la banda ayudaron a difundir el idioma inglés por toda Europa  y el resto del mundo  .

### Derechos civiles y apoyo a los músicos negros
Durante la gira de los Beatles por Estados Unidos en agosto-septiembre de 1964, el grupo se pronunció contra la segregación racial en el país en ese momento, particularmente en el Sur . Cuando se les informó que el lugar para su concierto del 11 de septiembre, el Gator Bowl en Jacksonville, Florida, estaba segregado, los Beatles se negaron a actuar a menos que el público estuviera integrado.  Los funcionarios de la ciudad cedieron y aceptaron permitir un espectáculo integrado.  Aunque el grupo celebró ahí su conferencia de prensa antes del concierto,  cancelaron sus reservas en el Hotel George Washington, exclusivo para blancos. Durante la gira, la banda expresó repetidamente su admiración por Little Richard, Chuck Berry y Fats Domino, y particularmente por artistas de soul como The Miracles, Marvin Gaye y Chuck Jackson . El líder de Miracles , Smokey Robinson, dijo que estaba especialmente agradecido por la defensa de la música de Motown por parte de los Beatles y su elección de versionar canciones de artistas de Motown. Añadió que "fueron los primeros artistas blancos en admitir que crecieron y se perfeccionaron con la música negra. Me encantó el hecho de que hicieran eso, que fueran honestos".
Posteriormente, los Beatles invitaron a Mary Wells a ser su telonera en una gira por el Reino Unido  y en 1965 apoyaron a que Esther Phillips diera sus primeras actuaciones fuera de Estados Unidos. En 1966, McCartney dijo que habían evitado actuar en Sudáfrica "o en cualquier lugar donde los negros serían separados", y agregó: "No fue por ninguna cosa buena; simplemente pensamos: '¿Por qué deberías separar a los negros de los blancos?'" 

### Oposición de los conservadores
Los Beatles fueron condenados por los elementos conservadores de la sociedad, como lo habían sido Presley y otros símbolos del rock and roll durante la década de 1950. Israel se negó a que el grupo actuara allí a principios de 1964, temeroso de que se produjeran "ataques de histeria colectiva" entre la juventud del país. En agosto de 1965, el gobierno indonesio quemó los discos del grupo para "preservar la identidad nacional en el ámbito de la cultura", como parte de las celebraciones del vigésimo aniversario de la independencia de ese país. 
El Departamento de Trabajo de Estados Unidos intentó prohibir a los Beatles actuar en el país, motivado por el conservadurismo cultural.  El gobierno intentó prohibir todos los actos británicos en 1965, pero las oportunidades financieras que presentaban los Beatles aseguraron que su segunda gira por América del Norte siguiera adelante.  A partir de ese año, líderes cristianos expresaron su condena de la influencia de los Beatles en Estados Unidos. 
En el Reino Unido, las críticas se desvanecieron en gran medida con el avance internacional de la banda, ya que los comentaristas reconocieron el valor de los Beatles para la economía.  Sin embargo, algunos tradicionalistas se indignaron por el hecho de que el grupo recibiera el título de la Orden Británica,   y los Beatles, como sucede con la música rock en general, siguieron siendo el blanco de figuras como la columnista del Daily Mail Monica Furlong y la activista conservadora Mary Whitehouse .  En 1967, Whitehouse hizo campaña contra la letra "Boy, you've been a naughty girl, you let your knickers down (chica, has sido una niña traviesa, te has bajado las bragas)" de la canción de los Beatles "I Am the Walrus" después de que la BBC haya emitido la canción como parte de la película para televisión de la banda Magical Mystery Tour .  La BBC prohibió la canción.  Al año siguiente, la relación de Lennon con la artista de vanguardia japonesa Yoko Ono, por quien abandonó a su esposa y a su hijo, fue recibida con una fuerte desaprobación pública y abusos raciales.  Lennon recibió más condenas por parte de los conservadores cuando devolvió su MBE a la Reina en noviembre de 1969.  

#### Las controversias del Budokan, Manila y "Jesús"
Las autoridades japonesas consideraban a la banda como subversiva antes de que fueran designados como MBE en 1965.   Previo a los conciertos de los Beatles en Tokio al año siguiente, la visita fue objeto de debate nacional ya que los tradicionalistas se oponían a la influencia del grupo y a la decisión de permitirles actuar en el Nippon Budokan,  un lugar reservado para las artes marciales y un santuario a los caídos en la guerra de Japón.  Los Beatles recibieron amenazas de muerte y ultranacionalistas se manifestaron frente al Budokan durante su estancia.
Poco después, la banda tocó en Manila, Filipinas, en un momento en el que el país deseaba proyectar una imagen pro occidental con la reciente toma de posesión del presidente Ferdinand Marcos.  Allí, la falta de asistencia de los Beatles a una función oficial organizada por Imelda Marcos fue percibida como un insulto a la primera familia de la nación; esto provocó recriminaciones en la prensa local, el retiro del equipo de seguridad de la banda  y violencia colectiva contra ellos cuando intentaban salir del país.  
La banda disfrutó de lo que Epstein denominó una "relación especial" con Estados Unidos hasta finales de julio de 1966,  cuando la revista Datebook publicó una entrevista que Lennon concedió, que llevaba el nombre "¿Cómo vive un Beatle?" del London Evening Standard.  En la entrevista, Lennon dijo que los Beatles eran "más populares que Jesús", tal era el declive del cristianismo. Sus comentarios no causaron ninguna reacción significativa en el Reino Unido,   pero las estaciones de radio en el Bible Belt de Estados Unidos pronto lanzaron un boicot a la música de los Beatles y organizaron hogueras de los discos y productos de la banda.   Para algunos comentaristas sureños, el furor por la supuesta blasfemia de Lennon les permitió expresar sus quejas reprimidas sobre el pelo largo de los Beatles y el apoyo del grupo a los músicos afroamericanos.  España y Sudáfrica se unieron a la prohibición de la radio, al igual que otras estaciones en Estados Unidos, y el Vaticano emitió un comunicado condenando el comentario de Lennon. 
Ante la insistencia de Epstein, Lennon se disculpó durante una conferencia de prensa al inicio de la gira de la banda por Estados Unidos.   Los miembros del Ku Klux Klan amenazaron con represalias contra los Beatles,  particularmente cuando debían tocar en Memphis,  pero la gira transcurrió sin mayores incidentes.  Además de sus experiencias en Tokio y Manila, la controversia de "Jesús" confirmó la decisión de los Beatles de retirarse como artistas en vivo en 1966.  Otra controversia religiosa se produjo en Estados Unidos como reacción al sencillo de 1969 de la banda, "The Ballad of John and Yoko", debido al uso que hizo Lennon de la palabra "Cristo" y la referencia a la crucifixión.  

### Contracultura
A partir de 1966, los Beatles comenzaron a promulgar una visión del mundo que propugnaba una conciencia superior inspirada por el LSD, liderados por Lennon y Harrison desafiando la insistencia de Epstein de que el grupo se abstuviera de comentar temas políticos como la guerra de Vietnam .  La controversia en torno al comentario de Lennon "más popular que Jesús" reforzó su determinación de hablar y promovió su posición en la contracultura emergente.  El comentarista cultural Mark Hertsgaard escribe que la banda no abordó directamente el racismo, la guerra o la justicia social en sus canciones de este período, pero sí una "sensibilidad ... impregnó su música" y "La esencia del mensaje de los Beatles no era simplemente que el mundo tenía que cambiar, sino, más importante aún, que podía cambiar".  Él ve esto mejor ejemplificado en Sgt. Pepper's Lonely Hearts Club Band y dice que la canción de Harrison "Within You Without You" "contenía la expresión más abierta del álbum de la creencia compartida de los Beatles en la conciencia espiritual y el cambio social  . Abbie Hoffman comparó al Sgt. Pepper con "Beethoven yendo al supermercado", y agregó: "Resumía mucho de lo que estábamos diciendo política, cultural y artísticamente, expresando nuestros sentimientos internos y nuestra visión del mundo de una manera tan revolucionaria". 
El 25 de junio de 1967, los Beatles estrenaron "All You Need Is Love" en vivo en el programa satelital Our World de la BBC ante una audiencia internacional estimada en 400 millones de personas. En su artículo sobre la canción en Rolling Stone, Gavin Edwards escribe que cuando "All You Need Is Love" se publicó como sencillo semanas después, alcanzó el "número uno en todo el mundo, proporcionando el himno cantado para el Verano de Amor, con un sentimiento simple pero profundo". Simonelli le da crédito a la canción por anunciar formalmente la llegada de la ideología del poder de las flores como un concepto dominante.  El psiquiatra RD Laing, que incorporó la música de los Beatles y Dylan, junto al LSD en su tratamiento en su consultorio en Kingsley Hall,  recordó la relevancia de la canción: "Todo el mundo estaba sintiendo el mundo como una aldea global; como nosotros, una especie... Una de las cosas más alentadoras de los Beatles fue que expresaron un sentimiento compartido de celebración en todo el mundo, un sentimiento de la misma sensibilidad." 
En respuesta a los acontecimientos políticos y la atmósfera más turbulenta de 1968, los Beatles lanzaron "Revolution", en cuya letra Lennon defendía una agenda pacifista por encima de la confrontación violenta.   La canción inspiró el primer debate en profundidad sobre la conexión entre la música rock y la política,  donde anteriormente los periodistas musicales y los radicales políticos en los EE. UU. habían visto en su mayoría sus respectivos campos de forma aislada.  La postura de Lennon provocó fuertes críticas por parte de los escritores de la Nueva Izquierda  ya que el lanzamiento del sencillo coincidió con el violento sometimiento de los manifestantes de la guerra de Vietnam en la Convención Nacional Demócrata en Chicago, y la condena en Occidente de la invasión de Checoslovaquia liderada por los soviéticos y su aplastamiento de intentos de introducir allí reformas democráticas.   Con su mensaje más universal, "Hey Jude" de McCartney, la cara A del sencillo, fue adoptado como himno por los ciudadanos checos en su lucha.  Los Beatles fueron atacados de manera similar por la izquierda radical.  Si bien la contracultura adoptó "Piggies" como un himno antisistema,  muchos radicales vieron el uso de la parodia y la sátira por parte de la banda a lo largo del álbum como evidencia de su desvinculación de las cuestiones políticas apremiantes.  
Lennon amplió su postura haciendo campaña por la paz mundial con Ono en 1969  y, en la descripción de Simonelli, siguió siendo la "voz política más popular de la música rock" hasta 1972.   Los Beatles conservaron su influencia social hasta la ruptura de la banda,  y su idealismo continuó resonando en la política de la era de la Guerra de Vietnam. Publicado en septiembre de 1969, Abbey Road incluía "Come Together", que Lennon comenzó a escribir como canción de campaña para la candidatura de Timothy Leary a convertirse en gobernador de California.  "Here Comes the Sun" de Harrison fue adoptada por George McGovern en su campaña para la presidencia de Estados Unidos, cuyo éxito inicial, según Schaffner, fue un "triunfo del intento de la contracultura de ejercer el poder a través de la política electoral convencional".  

#### Manson, "Paul está muerto" y ruptura
A partir de Revolver, analizar las letras de los Beatles en busca de significados ocultos se convirtió en una tendencia popular en Estados Unidos.  Las letras del álbum doble de 1968 de la banda pasaron de ser vagas a ser abiertas y propensas a malas interpretaciones, como "Glass Onion" (la frase "la morsa era Paul") y "Piggies" ("lo que necesitan es una buena paliza").  En agosto de 1969, la actriz de Hollywood Sharon Tate y otras seis personas fueron asesinadas por miembros de la Familia Manson,  actuando en la interpretación de Charles Manson de canciones del White Album como "Helter Skelter", "Piggies" y "Revolution 9".  En cuestión de semanas, comenzaron a difundirse rumores sobre la muerte de McCartney, basados en pistas percibidas en las letras y carátulas de los discos de los Beatles. Se alegó que había sido reemplazado por un doble. 
MacDonald cita el escenario de Helter Skelter de Manson como un ejemplo de las muchas "fijaciones descabelladas" que los Beatles inspiraron en su audiencia influenciada por las drogas, y una peligrosa escalada de la obsesión que de otra manera sería inofensiva y que alentó rumores como la teoría de la conspiración de "Paul está muerto".  Schaffner describió este último como "el engaño más monumental desde que la transmisión de la Guerra de los Mundos de Orson Welles persuadió a miles de habitantes de Nueva Jersey, presas del pánico, de que había invasores marcianos en las cercanías".  Su escalada en 1969, particularmente en los Estados Unidos, estuvo informada por la desilusión de la contracultura con la sociedad y, según el locutor estadounidense Vin Scelsa, es indicativo de cómo las canciones de los Beatles, Dylan y los Rolling Stones fueron recibidas como "mensajes personales" dignas de un escrutinio interminable" y "directrices sobre cómo vivir la vida".
Tanto los asesinatos de Manson como la ruptura de los Beatles se citan a menudo como marcas del cierre de la década.  Según Burns, la ruptura en abril de 1970 fue "como el asesinato de Kennedy de nuevo, o como si los padres se divorciaran".  El acontecimiento recibió la atención de un asesinato presidencial o del alunizaje de 1969, mientras los comentaristas analizaban las causas y especulaban sobre las posibilidades de un reencuentro.  Burns escribe que, a lo largo de la década de 1970, persistió la sensación de que si los Beatles se reformaban, podrían revivir "la 'era' que parecía haber pasado. Cuando Lennon murió, ese fue realmente el fin de ... la creencia inocente, reconfortante e ingenua de que el mundo en general podría, de alguna manera, estar 'junto' en el sentido del término en la década de 1960." 

### Cultura de drogas
La conexión de la banda con las drogas recreativas fue importante para su posición como líderes de la contracultura, al igual que su adopción de la religión india.  Según Kureishi, las drogas habían estado conectadas durante mucho tiempo con la música, pero "los Beatles fueron los primeros en hacer alarde de su consumo particular de drogas -marihuana y LSD- sin vergüenza". ... Los Beatles hicieron que consumir drogas pareciera una experiencia placentera, moderna y liberadora, como ellos, podías ver y sentir de maneras que no habías imaginado posibles."
El consumo de drogas por parte de la banda se hizo público con el lanzamiento de Sgt. Pepper.    "A Day in the Life", la canción que cierra el álbum, fue prohibida por la BBC por la línea "I'd love to turn you on"; Con "Lucy in the Sky with Diamonds", el título fue leído como un código para el LSD.  Aunque se había resistido durante mucho tiempo a las insistencias de Lennon y Harrison antes de probar la droga,   McCartney anunció en un artículo de Life en junio de 1967 que había tomado LSD.  Cuando un periodista de ITN le pidió que confirmara su declaración, McCartney repitió que había tomado la droga.  En el Reino Unido, según MacDonald, la admisión "provocó aullidos de justa ira sobre sus cabezas" de una manera similar a la controversia sobre Jesús de 1966.  Como muestra de apoyo, Lennon, Harrison y Epstein anunciaron que ellos también habían tomado LSD.   En julio de 1967, los cuatro Beatles firmaron una petición que exigía la legalización de la marihuana y pagaron su publicación en un anuncio de página completa en The Times . 
La admisión de McCartney formalizó el vínculo entre la música rock y las drogas y, como en la controversia de 1966, atrajo el desprecio de los líderes religiosos y conservadores estadounidenses.  A principios de agosto de 1967, Harrison realizó una visita muy publicitada al distrito Haight-Ashbury de San Francisco, el epicentro de la contracultura durante el Verano del Amor,  que fue vista como un nuevo respaldo a la cultura de las drogas.    Leary, un defensor del LSD cuyo texto The Psychedelic Experience: A Manual Based on the Tibetan Book of the Dead Lennon había utilizado en la letra de "Tomorrow Never Knows",  declaró que los Beatles eran "los más sabios, avatares más santos y eficaces (Divino Encarnado, Agentes Divinos) que la raza humana jamás haya producido".  Un informe de las Naciones Unidas afirmó que los Beatles, junto con los Rolling Stones y otras bandas de rock, promovían el consumo de drogas a través de su música y que los jóvenes oyentes seguían su ejemplo.  Bray escribe que, en lugar de defender el consumo de drogas como un camino hacia el "olvido sin sentido", la adopción del LSD por parte de los Beatles se centró en la ilustración y, por lo tanto, fue uno de sus "legados clave a la contracultura". 
A principios de 1967, el elevado estatus de los Beatles como MBE aseguró que a Harrison y su esposa, la modelo inglesa Pattie Boyd, se les permitiera abandonar una fiesta en Sussex antes de que Mick Jagger y Keith Richards de los Rolling Stones fueran arrestados por cargos de drogas.   Sin embargo, como resultado de la admisión de LSD por parte de McCartney, la indulgencia de las autoridades británicas hacia la banda comenzó a disminuir significativamente.  Según Harris, el punto de inflexión fue Magical Mystery Tour, que se transmitió el Boxing Day de 1967 y le valió al grupo sus primeras críticas mordaces.   En octubre de 1968, Lennon y Ono fueron arrestados bajo cargos de posesión de cannabis;  Lennon sostuvo que había sido advertido de la redada y que las drogas fueron colocadas por los oficiales que lo arrestaron del London Drug Squad.    El mismo oficial superior, Norman Pilcher, arrestó a Harrison y Boyd por posesión en marzo de 1969.   Harrison también dijo que la evidencia, que fue encontrada en una alfombra, fue plantada, ya que: "Mantengo mis calcetines en el cajón de los calcetines y mis cosas guardadas en la caja de almacenamiento. Cualquier otra cosa deben haberla traído". 
Con el lanzamiento de "Cold Turkey", que los otros Beatles habían rechazado como sencillo, Lennon convirtió la adicción a la heroína en el tema de una canción pop por primera vez.  Como parte de un creciente debate nacional que había desencadenado una investigación por parte del Congreso de los Estados Unidos,  el vicepresidente Spiro Agnew lanzó una campaña en 1970  para abordar la cuestión del "lavado de cerebro" de los jóvenes estadounidenses para que consumieran drogas a través de la música de los Beatles.  

### Espiritualidad y Meditación Trascendental
Antes de partir hacia el ashram del Maharishi en Rishikesh en febrero de 1968, los Beatles grabaron dos canciones que reflejaban su interés en la meditación: "Across the Universe" de Lennon y "The Inner Light" de Harrison.  A pesar de su posterior rechazo del Maharishi, los Beatles generaron un interés más amplio en la Meditación Trascendental, lo que fomentó el estudio de la espiritualidad oriental en la cultura popular occidental.  

## Presentación artística
Los Beatles introdujeron nuevos métodos de presentación artística para los músicos pop. Fueron el primer grupo en comercializarse plenamente a través de la televisión y siguieron encontrando nuevas formas de difundir su música a través de este medio. Como artistas en directo, fueron pioneros de las giras mundiales y los conciertos en estadios, ya que los estadios deportivos se convirtieron en los principales escenarios de las giras de rock. Gould afirma que, aparte de su influencia en la composición de canciones pop, los Beatles desempeñaron "un papel destacado en la revolución de la forma en que se hacían los discos populares, la forma en que se escuchaban los discos populares... y el papel que la propia música popular desempeñaría en la vida de la gente".
Los logros de la banda fueron un factor clave para que la industria musical se convirtiera en una empresa multimillonaria  y que se acercaba a la realización de películas de Hollywood en términos de influencia y facturación a nivel mundial.  En 1965, la editorial musical de los Beatles, Northern Songs, salió a bolsa en la Bolsa de Valores de Londres, una medida sin precedentes para el catálogo de canciones de una banda. La salida a bolsa desafió las predicciones de los analistas al convertirse en un gran éxito financiero. 

### Ilustración del álbum
Para el LP estadounidense Yesterday and Today de 1966, los Beatles proporcionaron a Capitol una portada que los mostraba con batas blancas de carnicero y agarrando carne cruda y muñecos desmembrados.  Conocida como la "portada del carnicero", pretendía ser un comentario sobre la guerra de Vietnam, aunque la foto también se interpretó como una crítica a la política de Capitol de alterar el contenido de los álbumes de los Beatles para el mercado norteamericano.   Los minoristas estadounidenses quedaron horrorizados por la imagen; la revista KRLA Beat la describió como "la portada de álbum más repugnante jamás vista en Estados Unidos".  Capitol pronto retiró todas las copias del álbum y reemplazó la portada con un retrato de la banda menos provocativo.  
En su libro The Art of the LP, Johnny Morgan y Ben Wardle dicen que los Beatles fueron posiblemente los líderes en la "creación de identidad" a través de la carátula del álbum, un enfoque que consideran motivado por el retiro del grupo como intérpretes en vivo, así como el catalizador de los diseñadores de arte de las compañías discográficas incorporarán alusiones a las drogas en las portadas de sus LP siguiendo el ejemplo de Revolver y Sgt. Pepper.  Creada por Klaus Voormann, amigo de la banda desde sus años en Hamburgo, la portada combinaba caricaturas dibujadas de los rostros de los Beatles con un collage de fotografías más antiguas.   En los dibujos lineales, Voormann se inspiró en el trabajo del ilustrador del siglo XIX Aubrey Beardsley,  que fue objeto de una exposición de larga duración en el Victoria and Albert Museum de Londres y muy influyente en los temas de moda y diseño de la época. .   Voormann colocó las diversas fotografías dentro de la maraña de cabello que conecta las cuatro caras. 
Según el autor Ian Inglis, la portada de Sgt. Pepper es reconocida por demostrar una "correspondencia sin precedentes entre música y arte, tiempo y espacio", e inició la aceptación de la obra de arte del álbum como un "componente integral" de la experiencia auditiva.  El empaque plegable del LP incluía recortes de cartón y, por primera vez en un álbum pop, letras impresas al reverso.    La portada de The Beatles contrastaba con la de Sgt. Pepper presentando un concepto minimalista de blanco liso, con el título representado en tipografía simple. Cada copia estaba numerada individualmente en la portada, lo que le otorgaba singularidad a cada una y reflejaba un principio del arte conceptual. 

### Cine y videos musicales
A Hard Day's Night abrió nuevos caminos en el campo de los largometrajes musicales británicos y estadounidenses,  particularmente al abandonar la premisa estándar del género de pobreza a riqueza por una presentación cómica de los artistas interpretándose a sí mismos.  El historiador de cine Stephen Glynn destaca las técnicas innovadoras que utiliza Lester en la secuencia de "Can't Buy Me Love",  al igual que Saul Austerlitz, quien lo considera el precursor del vídeo musical moderno.  El uso por parte de Lester de recursos de la tradición artística europea, combinados con las cualidades cómicas y satíricas de la película, aseguraron que A Hard Day's Night desafiara la categorización fácil y obtuviera el reconocimiento de la crítica para la película de música rock. 
Yellow Submarine, la tercera película de los Beatles para United Artists, supuso una revolución en el cine de animación y permitió a los animadores expresar plenamente sus ideas utilizando imágenes psicodélicas.   Marcó un alejamiento de los límites de las producciones de Disney y se le atribuye haber salvado el largometraje animado. 

## Estilos musicales y de grabación

### Jangle, folkrockypowerpop

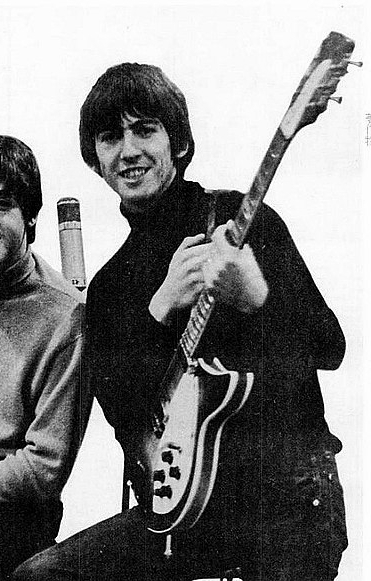
Harrison con su Rickenbacker 360/12 en 1965.

El periodista musical Mark Kemp reconoce a los Beatles como responsables de expandir el pop hacia estilos como la música del mundo, la psicodelia, el avant-pop y la electrónica, así como de atraer a una audiencia bohemia que antes se concentraba en el jazz y folk. Por su parte, Luhrssen y Larson afirman que The Beatles influyeron en todos los subgéneros de rock, salvo el jazz rock. También se les atribuye, junto a The Byrds, la popularización del sonido jangle, que más tarde funcionó como base para el desarrollo del subgénero jangle pop. Harrison fue uno de los primeros músicos en poseer una guitarra eléctrica Rickenbacker 360/12 de doce cuerdas, y su uso en las grabaciones de A Hard Day's Night contribuyó a popularizar tanto el modelo como el sonido jangle, que la revista Melody Maker llegó a describir como el «arma secreta» de The Beatles.

### Prácticas de grabación y música electrónica

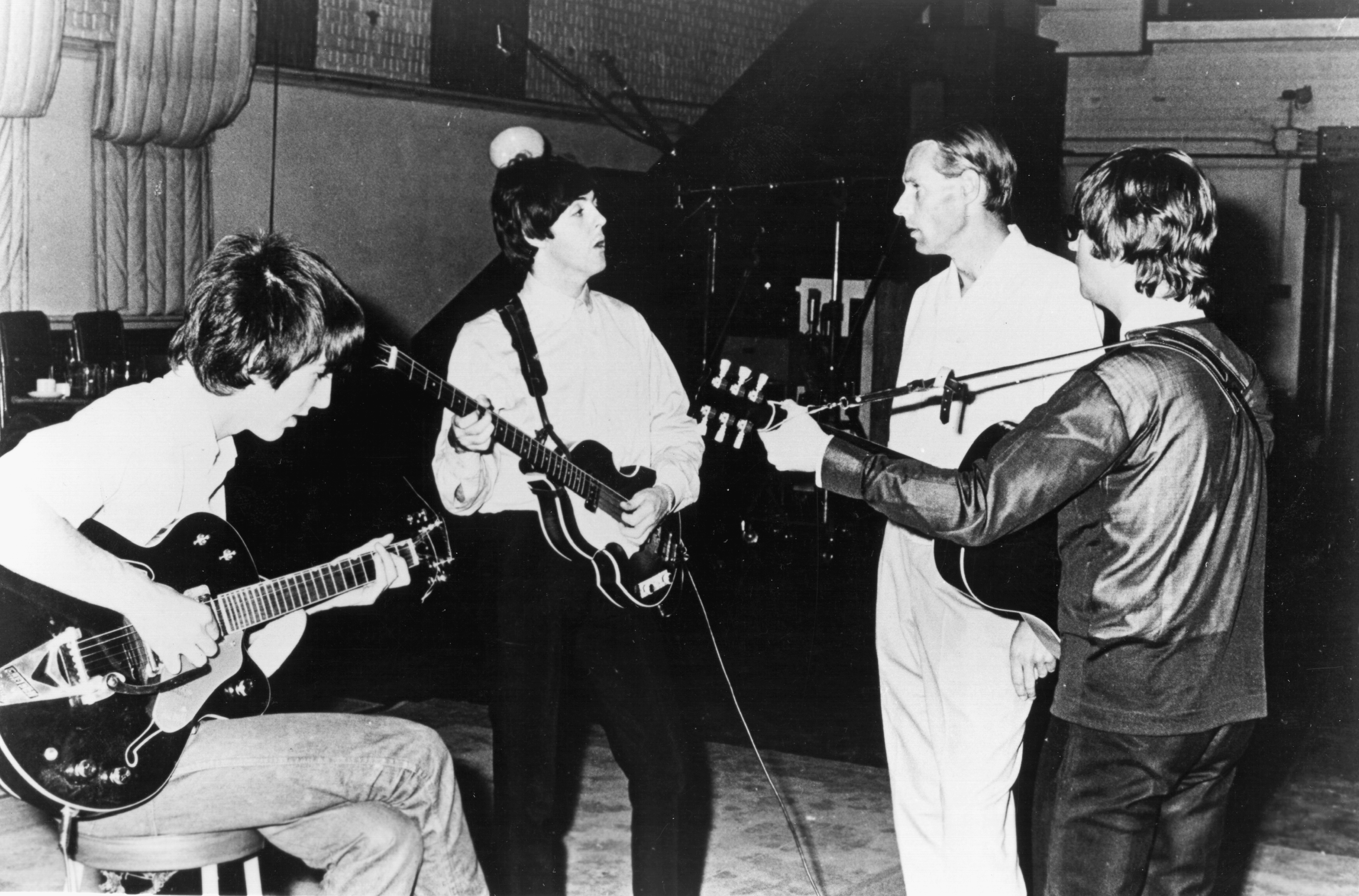
Harrison, McCartney y Lennon con George Martin en los estudios EMI, alrededor de 1965

En la descripción de Everett, Revolver era a la vez un "ejemplo innovador" de música electrónica y un trabajo que "avanzó la vanguardia del mundo del rock".  El álbum hace pleno uso de una variedad de trucos de estudio, como la velocidad variable y la grabación al revés (o enmascarada );  según los autores Kevin Ryan y Brian Kehew, el doble seguimiento artificial (ADT), la grabación hacia atrás y la batería con micrófono cercano se encontraban entre las nueve técnicas que las sesiones de Revolver introdujeron en el mundo de la grabación por primera vez.  La cara B de 1966, "Rain", grabada durante las sesiones de Revolver, fue la primera grabación pop que incluía sonidos invertidos,  mientras que la pista del álbum "I'm Only Sleeping" incluía el primer ejemplo de guitarra solista al revés en un tema pop. grabación. 
Citando el libro de productor Virgil Moorefield The Producer as Composer, el autor Jay Hodgson destaca que Revolver representa un "punto de inflexión" en la historia de la grabación a través de su dedicación a la exploración en el estudio de la "interpretabilidad" de las canciones. Los álbumes cambiaron las ideas preconcebidas de los oyentes sobre una grabación pop.  "Tomorrow Never Knows", según el autor David Howard, fue una de las dos grabaciones pop que aseguraron que el estudio "ahora fuera su propio instrumento".   Atribuyen al uso de amortiguación y micrófonos cercanos en la batería de Starr la creación de un sonido "tridimensional" que, junto con otras innovaciones de los Beatles, los ingenieros de Estados Unidos pronto adoptarían como práctica estándar.  
Sgt. Pepper's Lonely Hearts Club Band, según Julien, representa el "epítome de la transformación del estudio de grabación en una herramienta de composición", marcando el momento en que "la música popular entró en la era de la composición fonográfica".  En el reconocimiento de la revista Time al Sgt. Pepper, dijo que los Beatles habían adoptado conceptos iniciados por primera vez por el grupo de Colonia, haciendo así una "enorme contribución a la música electrónica".  El músico y productor Alan Parsons creía que con el Sgt. Pepper, "la gente empezó entonces a pensar que se podía pasar un año haciendo un álbum y empezaron a considerar un álbum como una composición sonora y no sólo una composición musical".

### Renacimiento del rock 'n' roll y heavy metal
Los Beatles influyeron directamente en el desarrollo del heavy metal a finales de la década de 1960. "Helter Skelter" fue producto del intento de McCartney de crear un sonido lo más fuerte y sucio posible, y la grabación ha sido señalada por su "rugido proto-metal". Grabado en el estilo hard rock con guitarras muy distorsionadas, "Revolution" fue objeto de quejas a nivel minorista en 1968, ya que muchos oyentes asumieron que el sonido era el resultado de un error de fabricación.
Al hablar de "I Want You (She's So Heavy)" de Lennon, Josh Hart y Damien Fanelli de 'Guitar World llamaron a la canción un "rockero bluesero" que "podría haber iniciado inadvertidamente el doom metal ". Jo Kendall, de la revista Classic Rock, comentó de manera similar que la canción era anterior "a la creación del doom rock por parte de Black Sabbath por varios meses" y destacó la "sección de blues latino al estilo de Santana" en la canción.

## Influencia e interés posterior

### Relevancia en elsigloXXI
En un artículo en The New York Times Magazine en 2016, el comentarista cultural Chuck Klosterman dijo que el grupo estaba "sólo un poco menos populares ahora" que en los años 1960. Escribió que el grupo era "posiblemente" responsable de todo lo relacionado con la música rock, "incluida la noción misma de la ruptura de una banda", y señaló que ningún otro grupo de rock había enfrentado intentos de asesinato no relacionados contra la mitad de sus miembros. 
Hasta la actualidad, "Yesterday" sigue siendo una de las canciones más versionadas en la historia de la música, con más de 2200 versiones. 
En marzo de 2024, Beyoncé lanzó una versión de "Blackbird" en su octavo álbum de estudio Cowboy Carter .